# 42 (異世奇人)
〈42〉是英國科幻電視劇《異世奇人》系列3的第7集，2007年5月19日在BBC One播出。這集的編劇是克里斯·奇布諾爾，並由格雷姆·哈珀執導。在演員方面，除了固有的大衛·田納特飾演博士和費馬·阿吉曼扮演的瑪莎·鐘斯外，出演太空船船長凱絲·麥當娜的米歇爾·柯林斯也有很重的戲份。
這集講述博士和鐘斯登上一艘從事非法採掘的太空船，該太空船正面臨重重危機：一方面太空船的機件嚴重損壞，逐步墜入太陽；另一方面兩名船員被神秘的外來力量控制，並企圖殺光所有船員。為化解危機，博士、鐘斯和一眾船員須在僅餘的42分鐘內修復太空船，否則會同歸於盡。這集之所以命名為〈42〉除了是與劇情有關外，還是向電視劇《24》及小說《銀河便車指南》致敬。最終，這集共吸引741萬人收看，成為該星期非肥皂劇類別節目的收視季軍。同時，這集取得正面的評價。

## 劇情
博士和鐘斯乘坐TARDIS漫遊星際期間收到求救訊號，於是二人登上一艘名為S.S.彭特里安（S.S. Pentallian）號的太空船。船長米歇爾·柯林斯指其太空船在太陽發掘燃料後開始出現問題﹕引擎就遭受破壞，令太空船無法航行，並會在42分鐘後被熾熱的太陽吞併。眾人必須到位於太空船另一端的控制室拉下橋牌才能保命。然而，他們需要通過30道設了問題的閘門，但這些問題都是船員們在醉酒時設定的，因此他們想不起當中的答案。於是，柯林斯派出鐘斯與船員萊利解答這些問題。另一方面，博士則與其他人一同修復引擎。
此時，柯林斯意識到其在醫療室的丈夫高域遲遲未歸，故決定去看他。不料，柯林斯找不到其丈夫，卻發現同在醫療室的艾比被燒成灰。博士看過高域的醫療報告後指他的體溫高達攝氏百度，故推論他本人已死，並被某種力量控制，而艾比是被他殺死的。之後，被附體的高域大開殺戒，先後殺死另一名船員並指示艾斯頓追殺鐘斯和萊利。這時，鐘斯和萊利已成功解開11道閘門，艾斯頓的處處相迫使他們只能走進一個逃生艙。艾斯頓未有放過他們，而是選擇把逃生艙彈向太陽。這麼一來，二人將被燒死。
博士得悉二人深陷險境，決定營救他們。於是，博士穿上保護衣，走到太空船外開啟其電磁開關，終令逃生艙被吸回來。博士面對太陽，仔細一看，終發現太陽是個生命體。麥當娜在太陽進生發掘則等於傷害他的身體。為了報仇，太陽操縱了高域，使他不受控制的破壞太空船引擎，又殺害船員。然而，博士這時也被太陽控制，體溫不斷急升。為此，他要求鐘斯和柯林斯帶他到醫療室進行冷凍治療。被附身的高域也明白博士的動機，於是切斷醫療室的電源。博士不料太陽有此一著，又令柯林斯等人立即棄置剛才取得燃料，並要他們盡快趕到控制室拉下橋牌。
麥當娜對於因進行發掘而引起軒然大波感到異常內疚，於是抱著高域與他跳出太空船外同歸於盡。萊利終在最後一刻趕到控制室，把燃料歸還給太陽。果然，太空船停下來，不再靠近太陽，而博士也回復正常。隨後，博士和鐘斯乘坐TARDIS離開，後者通過手機致電其母法蘭絲閒聊。期間，有薩克森的手下在監聽。

### 前後連接
這並不是《異世奇人》首次出現有生命的星球，早在1975年的〈惡魔星〉一集已有此概念。在太空船上，鐘斯須回答的其中一條問題是「貓王皮禮士利還是披頭四才是古典音樂史上唱片銷量最高的歌手？」披頭四被定為古典音樂首見於1965年的〈追蹤〉。此外，鐘斯之所以能在太空也能通過其手機致電由於博士改裝其電話，在〈第三次世界大戰〉中，博士也曾替同伴羅斯·泰勒改裝她的手機。鐘斯和法蘭絲通話時，有薩克森的手下在監聽。薩克森是《異世奇人》系列3的故事線，他的真正身份終在〈烏托邦〉揭曉。

## 製作

### 劇本創作
〈42〉的編劇為克里斯·奇布諾爾，他本身是《異世奇人》衍生劇《火炬木小組》的慣用編劇。兼任《異世奇人》和《火炬木小組》的執行製作人拉塞爾·T·戴維斯對奇布諾爾頗為欣賞，故邀請他編寫一集《異世奇人》劇本。起初，奇布諾爾頗打算把這集的背景設在太空站，但戴維斯認為此前的《異世奇人》劇集中無一以太空站為題材，故奇布諾爾最終決定以太空船作故事背景。值得一提的是，劇中的太空船原名為S.S.伊卡洛斯（S.S. Icarus）號，但當得悉這名字與科幻電影《太陽倒數》中的太空船名稱雷同後，劇組把這船改名為S.S.彭特里安號。劇中的一些名稱也因不同原由而被修改，比如賴利原姓金卡德，但因與〈封閉高速〉的配角湯馬士的中名相同而改姓韋斯爾；太空船使用的運作系統本來稱作Peony系統，但戴維斯恐防觀眾誤聽為「陰莖」（Penis），因而改稱為Toraji系統。劇本原來還打算把時空背景設在〈不可能的星球〉／〈撒旦坑〉的同一時期，並會加入該合集的外星生物渥德星人，但這想法因未獲通過而被刪去。
《異世奇人雜誌》指，這集之所以命名為〈42〉是出於劇集以實時播放，並向電視劇《24》及小說《銀河便車指南》的「生命、宇宙以及任何事情的終極答案」致敬。奇布諾爾認為這樣的標題「很有玩味」。

### 拍攝
這集的導演是格雷姆·哈珀。此前，他曾替〈賽博人的崛起〉／〈鋼鐵時代〉合集及〈鬼軍〉／《末日》合集執導。據悉，劇組原先安排完成〈烏托邦〉的製作後才拍攝這集，但因參演〈烏托邦〉的客串演員德雷克·雅可比因檔期問題，〈烏托邦〉被迫延期開鏡，〈42〉因而提前拍攝。這集於2007年1月15日開鏡，在3月13日殺青。所有的鏡頭均在廠景和室內完成，主要的拍攝地點是位於卡迪高特的製作室，用以充當太空船的走廊、機房、儲物室和會客室，劇組共用了一星期在這兒拍攝。之後，拍攝地點轉到上布製作室和珀納斯的一棟住宅，前者充當TARDIS的內部、逃生艙和太空船的閘門，後者則為薩克森的手下監聽的地方。
在劇中，被太陽附身的船員都戴上燒焊用的面罩，奇布諾爾透露這打扮是受《變種特攻》的超級英雄鐳射眼所啟發。製片人菲爾·歌連臣在網上論壇指博士在這集中身穿的太空衣與〈不可能的星球〉／〈撒旦坑〉的太空衣是同一件，只是重新上色而已。另外，為完成鐘斯和萊利在逃生艙被彈出的一幕，劇組參考了1992年上映的電影《最後的摩根戰士》，而攝影師須緩緩地把攝影機移後才能拍攝到這畫面。

## 發行和反響
〈42〉原定2007年5月12日在BBC One首播，但因直播歐洲歌唱大賽的關係而順延一星期播映。收視報告指，〈42〉共吸引741萬人收看，為該星期非肥皂劇類別節目的收視季軍。欣賞指數方面，這集的得分是85分。
IGN的特拉維斯·費科在10分為滿分給了這集7.1分，表示喜歡鐘斯與船員道別的一幕以及太陽的外觀，但認為劇情沒有隨太空船愈來愈靠近太陽而變得更驚心，又不明白為何被太陽附身的船員都要戴上面罩。影音俱樂部網站的阿拉斯代爾給這集A-的評分，稱〈42〉雖與〈不可能的星球〉／〈撒旦坑〉合集有不少相同之處，但這集的角色設計更為立體。同時，他讚揚麥當娜對其夫的一往情深。在《誰是博士》（Who Is the Doctor）一書中，作者格雷姆·伯克對這集的敘事手法和視覺效果大加讚賞，並欣賞留下故事線的方法。這書的另一名作者羅拔·史密夫指這集不過不失，稱監聽的一幕令人震驚，但眾船員並未能讓人留下印象。DVD Talk的尼克·里昂斯和Den of Geek的安德魯·米克爾都不太喜歡這集，他們也認為這集與前作〈不可能的星球〉／〈撒旦坑〉合集以及《太陽倒數》的劇情太相似。

## 資料來源
1. 1 2 3 4 5  Burk, Graeme; Smith?, Robert.  1st. ECW Press. 2012-03-06: 152. ISBN 1-55022-984-2.
2. 1 2 3 4 5 6 7 8 9 10 11  . Doctor Who: A Brief History Of Time (Travel). 2014-07-06  [2015-08-31]. （原始内容存档于2015-09-07）.
3. 1 2  . AV Club. 2014-03-30  [2012-08-31]. （原始内容存档于2017-08-18）.
4. ↑  Darlington, David, , Doctor Who Magazine #381, April 2007: 24–30
5. 1 2   (audio). Audio podcasts. British Broadcasting Corporation. 2007-05-20  [2007-05-20].
6. ↑  . Outpost Gallifrey News Page. Source: BARB. 2007-05-30  [2007-06-03]. （原始内容存档于2007-12-06）.
7. ↑  . IGN. 2007-08-20  [2015-08-31]. （原始内容存档于2018-09-28）.
8. 1 2  Burk, Graeme; Smith?, Robert.  1st. ECW Press. 2012-03-06: 154-156. ISBN 1-55022-984-2.
9. ↑  Lyons, Nick. . DVD Talk. 2007-10-29  [2013-07-03]. （原始内容存档于2014-08-22）.
10. ↑  Andrew, Mickel. . Den of Geek. 2007-05-22  [2015-08-31]. （原始内容存档于2018-09-29）.

## 外部連結
- "42" 在 BBC《異世奇人》的主頁
- "42" 在 異世奇人參考導覽
- "42" 在 異世奇人: 時間（旅行）簡史
- 互联网电影数据库上42的资料（英文）